# FN-medaljen
FN-medaljen är en medalj, som utdelas av FN till militära och civila personer, som har tjänstgjort i FN-uppdrag i minst 90 dagar.